# НКР-100
НКР-100 — горный буровой станок.

## История
Разработан коллективами конструкторов Института горного дела Сибирского отделения АН СССР и Криворожского завода горного машиностроения «Коммунист».
С 1959 года серийно выпускается Криворожским заводом горного машиностроения.
В 1964 году экспонировался на Лейпцигской ярмарке, также на специализированных ярмарках в Брно и Салониках.

## Характеристика
Предназначен для полуавтоматического бурения в подземных условиях глубоких скважин в породах с коэффициентом крепости f=6÷14 по шкале М. М. Протодьяконова.
Получил широкое применение в СССР, экспортировался за рубеж.
Имеет модификации: НКР-100М, НКР-100МВ, НКР-100П, НКР-100МВП, НКР-100МА, НКР-100МВА, НКР-100МПА, НКР-100МВПА.

## Награды
- Государственный Знак качества[3];
- Золотая медаль Лейпцигской ярмарки (1964) — награждён Криворожский завод горного машиностроения «Коммунист» за разработку станка[4];
- Диплом 1-й степени ВДНХ СССР (1965)[2];
- Ленинская премия (1966) — награждён коллектив авторов-конструкторов за разработку научных основ, создание и внедрение в производство комплекса высокопроизводительных механизмов для бурения скважин в подземных условиях: Суднишников Б. В., Чернилов Э. Г.[1], Емельянов П. М.[1], Бабенко С. Ф.;
- Медали ВДНХ: Емельянов П. М., Чернилов Э. Г.[2].